# Associazione Calcio Marzotto 1949-1950
Questa voce raccoglie le informazioni riguardanti l'Associazione Calcio Marzotto nelle competizioni ufficiali della stagione 1949-1950.

## Rosa
| N. |                   | Ruolo | Calciatore         |
| -- | ----------------- | ----- | ------------------ |
|    | Italia (bandiera) | D     | Giuliano Albarello |
|    | Italia (bandiera) | D     | Giorgio Bordignon  |
|    | Italia (bandiera) | P     | Pietro Borriero    |
|    | Italia (bandiera) | D     | Bruno Bruna        |
|    | Italia (bandiera) | P     | Dante Fiandri      |
|    | Italia (bandiera) | C     | A. Fimiani         |
|    | Italia (bandiera) | P     | V. Girardi         |
|    | Italia (bandiera) | D     | R. Malapelle       |

| N. |                   | Ruolo | Calciatore       |
| -- | ----------------- | ----- | ---------------- |
|    | Italia (bandiera) | A     | Danilo Marchioro |
|    | Italia (bandiera) | A     | Lino Morbiolo    |
|    | Italia (bandiera) | A     | A. Parise        |
|    | Italia (bandiera) | A     | Ettore Resi      |
|    | Italia (bandiera) | A     | Sergio Scudeler  |
|    | Italia (bandiera) | A     | Aldo Simoncello  |
|    | Italia (bandiera) | C     | Mario Toniolo    |
|    | Italia (bandiera) | C     | Domizio Bernardi |